# Vinko Sadar
Vinko Sadar, slovenski inženir agronomije, profesor in publicist. * 28. januar 1897, Budanje, † 9. januar 1970, Ljubljana.

## Življenje in delo
Osnovno šolo je obiskoval v rojstnem kraju (1904–1908). Maturiral je leta 1917 na II. realni gimnaziji v Ljubljani. Agronomijo je študiral na Višjem gospodarskem učilišču v
Križevcih (1918–1919) in na Poljeprivredni gospodarski fakulteti v Zagrebu, kjer je leta 1922 tudi diplomiral. Prakso in specializacijo je opravil na posestvu Rengoldhausen ob Bodenskem jezeru. Do 2. svetovne vojne služboval v raznih krajih, vmes tudi poučeval na srednjih kmetijskih šolah v Mariboru, Beogradu in Rakičanu. Med nemško okupacijo je bil zaprt, po osvoboditvi je postal načelnik na slovenskem Ministrstvu za kmetijstvo (1945/1946), glavni direktor Državnih posestev Slovenije (1946/1947), nato pa je bil do upokojitve leta 1965 redni profesor na Agronomski fakulteti v Ljubljani.
Na fakulteti in izven nje je opravljal razne upravne naloge. Med drugim je bil dvakrat dekan fakultete ter član sveta Univerze v Ljubljani, predsednik komisije za potrjevanje semen, inšpektor za kmetijske šole, predsednik društva za proučevanje tal Slovenije, sodelavec pri Slovarju slovenskega knjižnega jezika. V raznih strokovnih glasilih je objavil nad 250 razprav in člankov. Izvoljen je bil za častnega člana Zveze kmetijskih inženirjev in tehnikov Slovenije in Jugoslavije. Leta 1961 je bil odlikovan z redom dela z zlatim vencem. Za vodenje mednarodne raziskovalne naloge Preizkušanje samoniklega rastlinstva Jugoslavije je po smrti dobil priznanje Ministrstva za kmetijstvo Združenih držav Amerike.